# Anna Jagaciak-Michalska
Anna Jagaciak-Michalska (Zielona Góra, 10 de febrero de 1990) es una saltadora de longitud y triple retirada polaca. Ganó tres medallas en las Juegos Universitarios de Verano. Su única intervención olímpica fue en Río de Janeiro 2016. Es hermana de la modelo Monika Jagaciak. Casada desde 2014 con el saltador de pértiga polaco Łukasz Michalski, se retiró del atletismo en 2019 para centrarse en la fotografía.

## Carrera
Comenzó su carrera internacional con una actuación fallida en la competencia de salto de longitud del Campeonato Mundial de Atletismo Sub-18 celebrado en Ostrava (2007). Después de estas competiciones, participó en el Festival Olímpico de la Juventud Europea, obteniendo el quinto lugar en el salto de longitud y el décimo en el triple salto en Belgrado. Al comienzo de la siguiente temporada, el 17 de mayo de 2008 estableció un nuevo récord nacional para Polonia con un resultado en triple salto de 13,43 metros. Semanas después de este éxito, volvió a representar a su país en el campeonato mundial júnior de atletismo: en esta ocasión, en el triple salto no llegó a pasar de ronda y se quedó fuera de la final, mientras que en el salto de longitud ocupó el séptimo lugar. En 2009, nuevamente en el campeonato europeo juvenil, ahora celebrado en la ciudad serbia de Novi Sad, ganaría una medalla de bronce en el salto de longitud, con una marca de 6,29 m. En el mismo también alcanzaría el cuarto puesto en el triple salto, mejorando su propio récord júnior.
En 2010 ascendió a la selecciona nacional, compitiendo en el máximo nivel en el Campeonato Europeo de Atletismo de 2010, celebrado en Barcelona (España). Lograría un décimo puesto en el salto de longitud con 6,36 metros y un decimoquinto en el triple salto, con 14,03. Al año siguiente, en 2011, en el Campeonato Europeo de Atletismo Sub-23, ganaría la medalla de bronce con el triple salto al lograr 13,86 metros. 2013 marcaría un punto de inflexión con su etapa anterior. En la Universiada de 2013 celebrada en Kazán (Rusia), mientras tan sólo alcanzó el séptimo puesto en el salto de longitud (6,40 m.), llegaría al podio por el triple salto, obteniendo la medalla de plata gracias a una marca de 14,21 m. Poco tiempo después, ese mismo año, en los Juegos de la Francofonía (Niza, Francia), rubricaría su esfuerzo con sendas medallas de oro en el salto de longitud (6,68 m.) y el triple salto (13,92 m.).
Eliminada anteriormente de la carrera olímpica para competir en Londres 2012, se centró en mejorar su forma física y marcas para poder llegar con oportunidades a Río 2016. En 2014 se mantuvo en un plano secundario, como dejaron ver sus marcas en el Campeonato Mundial de Atletismo en Pista Cubierta (Sopot, Polonia), donde fue undécima en el triple salto con 13,57 m., y en el Campeonato Europeo de Atletismo (Zúrich, Suiza), quedando 15.ª en la misma modalidad con 13,59 m., apenas dos centésimas más que la anterior. La antesala olímpica quedó plasmada en la Universiada de 2015 celebrada en Corea del Sur, donde mejoró su rendimiento, que le valió sendas medallas: plata por el salto de longitud (6,57 m.) y bronce por el triple salto (13,81 m.). Ya en 2016, pocos días antes de partir con la expedición polaca a Brasil, ahora Jagaciak-Michalska (apellido de casada) participaba en la modalidad de salto triple en el Campeonato Europeo de Atletismo de Ámsterdam (Países Bajos), donde logró la cuarta plaza con un salto de 14,40 m. Las expectativas para Río 2016 parecían altas. En la ronda clasificatoria, realizó tres saltos: el primero con 14,04, el segundo con 14,13 y el tercero fue anulado. Pasó como décima a la fase final, donde quedó muy relegada, sin posibilidades de acabar en los puestos altos tras materializar un primer salto con 14,07, un segundo nulo y un tercero bastante inferior, con salto de 13,84 metros. Al igual que en la ronda clasificatoria, en la fase final quedaría décima clasificada.
Tras el fiasco olímpico, en 2017 participó en tres eventos deportivos: el Campeonato Europeo de Atletismo en Pista Cubierta (Belgrado), el Campeonato Europeo de Atletismo por Naciones (Lille) y el Campeonato Mundial de Atletismo de 2017 (Londres). Su última participación profesional sería en 2018, en el Campeonato Europeo de Atletismo, celebrado en Alemania con sede en el Estadio Olímpico de Berlín, en la categoría de triple salto, donde quedaría decimocuarta, con marca de 14,01 metros. Un año después, en 2019 y con 29 años, puso fin a su carrera profesional.

## Resultados por competición

### Por temporada
| Representando a Polonia | Representando a Polonia                           | Representando a Polonia | Representando a Polonia | Representando a Polonia | Representando a Polonia |
| Año                     | Competición                                       | Lugar                   | Categoría               | Posición                | Marca                   |
| ----------------------- | ------------------------------------------------- | ----------------------- | ----------------------- | ----------------------- | ----------------------- |
| 2007                    | Campeonato Mundial de Atletismo Sub-18            | Ostrava                 | Salto de longitud       | 13.ª                    | 5,89 m.                 |
| 2007                    | Festival Olímpico de la Juventud Europea          | Belgrado                | Salto de longitud       | 5.ª                     | 5,98 m.                 |
| 2007                    | Festival Olímpico de la Juventud Europea          | Belgrado                | Triple salto            | 10.ª                    | 12,22 m.                |
| 2008                    | Campeonato Mundial Júnior de Atletismo            | Bydgoszcz               | Salto de longitud       | 7.ª                     | 6,27 m.                 |
| 2008                    | Campeonato Mundial Júnior de Atletismo            | Bydgoszcz               | Triple salto            | 14.ª                    | 12,97 m.                |
| 2009                    | Campeonato Europeo Júnior de Atletismo            | Novi Sad                | Salto de longitud       | 3.ª                     | 6,29 m.                 |
| 2009                    | Campeonato Europeo Júnior de Atletismo            | Novi Sad                | Triple salto            | 4.ª                     | 13,55 m.                |
| 2010                    | Campeonato Europeo de Atletismo                   | Barcelona               | Salto de longitud       | 10.ª                    | 6,36 m.                 |
| 2010                    | Campeonato Europeo de Atletismo                   | Barcelona               | Triple salto            | 15.ª                    | 14,03 m. W              |
| 2011                    | Campeonato Europeo de Atletismo Sub-23            | Ostrava                 | Triple salto            | 3.ª                     | 13,86 m.                |
| 2011                    | Campeonato Europeo de Atletismo Sub-23            | Ostrava                 | Salto de longitud       | 4.ª                     | 6,62 m.                 |
| 2011                    | Universiada                                       | Shenzhen                | Salto de longitud       | 7.ª                     | 6,40 m.                 |
| 2011                    | Campeonato Mundial de Atletismo                   | Daegu                   | Triple salto            | 28ª                     | 13,57 m.                |
| 2012                    | Campeonato Europeo de Atletismo                   | Helsinki                | Salto de longitud       | 22ª                     | 6,16 m.                 |
| 2013                    | Campeonato Europeo de Atletismo por Naciones      | Gateshead               | Triple salto            | 7.ª                     | 13,68 m.                |
| 2013                    | Universiada                                       | Kazán                   | Salto de longitud       | 7.ª                     | 6,32 m.                 |
| 2013                    | Universiada                                       | Kazán                   | Triple salto            | 2.ª                     | 14,21 m.                |
| 2013                    | Campeonato Mundial de Atletismo                   | Moscú                   | Triple salto            | 10.ª                    | 13,95 m.                |
| 2013                    | Juegos de la Francofonía                          | Niza                    | Salto de longitud       | 1.ª                     | 6,68 m.                 |
| 2013                    | Juegos de la Francofonía                          | Niza                    | Triple salto            | 1.ª                     | 13,92 m.                |
| 2014                    | Campeonato Mundial de Atletismo en Pista Cubierta | Sopot                   | Triple salto            | 11.ª                    | 13,57 m.                |
| 2014                    | Campeonato Europeo de Atletismo                   | Zúrich                  | Triple salto            | 15.ª                    | 13,59 m.                |
| 2015                    | Universiada                                       | Gwangju                 | Salto de longitud       | 2.ª                     | 6,57 m.                 |
| 2015                    | Universiada                                       | Gwangju                 | Triple salto            | 3.ª                     | 13,81 m.                |
| 2016                    | Campeonato Europeo de Atletismo                   | Ámsterdam               | Triple salto            | 4ª                      | 14,40 m. W              |
| 2016                    | Juegos Olímpicos                                  | Río de Janeiro          | Triple salto            | 10.ª                    | 14,07 m.                |
| 2017                    | Campeonato Europeo de Atletismo en Pista Cubierta | Belgrado                | Triple salto            | 4.ª                     | 14,14 m.                |
| 2017                    | Campeonato Europeo de Atletismo por Naciones      | Lille                   | Salto de longitud       | 5.ª                     | 6,35 m.                 |
| 2017                    | Campeonato Europeo de Atletismo por Naciones      | Lille                   | Triple salto            | 5.ª                     | 13,71 m.                |
| 2017                    | Campeonato Mundial de Atletismo                   | Londres                 | Triple salto            | 6.ª                     | 14,25 m.                |
| 2018                    | Campeonato Europeo de Atletismo                   | Berlín                  | Triple salto            | 14.ª                    | 14,01 m.                |

### Mejores marcas
| Disciplina                         | Marca (m.)    | Lugar     | Fecha                                  | Notas                     |
| ---------------------------------- | ------------- | --------- | -------------------------------------- | ------------------------- |
| Salto de longitud (exterior)       | 6,74          | Barcelona | 27 de julio de 2010                    | Récord juvenil de Polonia |
| Salto de longitud (pista cubierta) | 6,49          | Toruń     | 5 de marzo de 2016                     |                           |
| Triple salto (exterior)            | 14,33 14,40 W | Ámsterdam | 8 de julio de 2016 10 de julio de 2016 |                           |
| Triple salto (pista cubierta)      | 14,15         | Belgrado  | 3 de marzo de 2017                     |                           |